# Lachlan McIntosh
Lachlan McIntosh (17. marec 1725 – 20. februar 1806) je bil škotski ameriški vojaški in politični voditelj med ameriško revolucijo in zgodnjim obdobjem v Združenih državah Amerike. V dvoboju med Gwinnettom in McIntoshom leta 1777 je smrtno ustrelil Buttona Gwinnetta, ki je deset mesecev prej podpisal ameriško deklaracijo o neodvisnosti.